# Wadym Łeszczuk
Wadym Wjaczesławowycz Łeszczuk, ukr. Вадим В'ячеславович Лещук (ur. 8 października 1986 roku w Odessie) – ukraiński piłkarz, grający na pozycji obrońcy. Syn znanego piłkarza Wjaczesława Łeszczuka.

## Kariera piłkarska

### Kariera klubowa
Wychowanek SDJuSzOR Czornomoreć Odessa, barwy którego bronił w juniorskich mistrzostwach Ukrainy (DJuFL). Pierwszy trener - A.A. Kozłow. W 2003 rozpoczął karierę piłkarską najpierw w drugiej drużynie Czornomorca Odessa, a potem występował w drużynie rezerw Czornomorca. Na początku 2007 przeszedł do farm-klubu Dnister Owidiopol. Podczas przerwy zimowej sezonu 2010/11 wyjechał do Mołdawii, gdzie został piłkarzem Iscra-Stali Rybnica. W lipcu 2012 zasilił skład FK Sumy.

## Sukcesy i odznaczenia

### Sukcesy klubowe
- zdobywca Pucharu Mołdawii: 2011
- finalista Superpucharu Mołdawii: 2011